# 19e régiment de chasseurs à cheval
Le 19e régiment de chasseurs à cheval est un régiment de cavalerie de l'armée française.

## Création et différentes dénominations
- 1793 : 19e régiment de chasseurs à cheval
- 1814 : Dissous
- 1815 : Chasseurs de la Somme
- 1825 : 19e régiment de chasseurs à cheval
- 1826 : Dissous
- 1873 : 19e régiment de chasseurs à cheval
- 1919 : Dissous
- 1953 : 19e escadron de chasseurs à cheval
- 1955 : Dissous
- 1956 : 19e régiment de chasseurs à cheval
- 1962 : Dissous
- 1982 : 19e régiment de chasseurs (Réserve)
- 1998 : Dissous

## Colonels et Chefs de brigade
- 1793 : chef de brigade d'Hingue[1] ;
- 1793 : chef de brigade Biot ;
- 1797 : chef de brigade Pierre Humbert ;
- 1798 : chef de brigade Louis Urbain Bruë ;
- 1808 : colonel Charles Joseph Leduc[2]
- 1809 : colonel Maulnoir
- 1811 : colonel Vincent
- 1813 : colonel de Grouchy
- 1816-1823 : colonel Baron de Choiseul Daillecourt

- 1874-1881 : colonel Eugène de La Moussaye
- 1895-1896 : colonel Baron Marion

- 1889 : colonel de Benoist
- 1899 : colonel Marion
- 1900 : colonel Ferré
- 1901 : colonel de Fontanges
- 1908 : colonel Hély d'Oissel
- 1912 : colonel de Guitaut
- 1914 : colonel de Gimel
- 1918 : colonel Patissier
- 1956 : de Carini
- 1958 : Lamarque d'Arrouzat
- 1960 : Bernard

## Historique des combats et batailles du19eChasseurs à cheval

### Guerres de la Révolution et de l'Empire
- 1793 : Armée des Côtes de la Rochelle, Armée du Rhin, Armée du Nord, Armée des Pyrénées orientales
  - Siège de Toulon
- 1794 : Armée de la Moselle, Armée du Nord
- 1794-1796 : Armée de Sambre-et-Meuse
- 1797-1799 : Campagne d'Italie (1796-1797), Campagne d'Italie (1799-1800)
- 1801-1802 : Expédition maritime
- 1801-1803 : Saint-Domingue
- 1804-1806 : Italie
- 1805 :
  - Bataille de Caldiero
- 1809 : Allemagne
- 1810-1811: Armée d'Illyrie
- 1812 : Russie
- 1813 : Campagne d'Allemagne
  - 16-19 octobre : Bataille de Leipzig
- 1813-1814 : Italie

### Restauration, Monarchie de Juillet, Second Empire,IIIeRépublique jusqu'à la Première Guerre mondiale
1823-24 : Espagne

### De 1871 à 1914
Le 19° chasseurs est reconstitué pour la troisième fois le 29 septembre 1872, formant avec le 5° dragons la 1re brigade de cavalerie divisionnaire affectée au 1er corps d'armées. Il tient garnison à Lille et Hesdin, puis en 1906 à Sampigny, puis Abbville et Amiens de novembre 1909 jusqu'au mois d'avril 1914 et enfin La Fère où le surprend la mobilisation.

### Première Guerre mondiale

#### Affectations
- Casernement en 1914 : La Fère ; 13e Brigade de Dragons. À la disposition de 2e corps d'armée.

- 1914-18 : Grande Guerre[4]

### De 1945 à nos jours
- 1956-62: Algérie

Fiche Algérie

### Garnisons
- 1896-1901 : Lille
- 1907-1909 : Sezanne
- 1910-1914 : Amiens (et Abbeville, de septembre 1909 à 1914) et La Fére
- mai 1956-juin 1956 : Saumur
- juin 1956-juillet 1957 : PC, 2e et 3e escadrons Algérie - El Esnam (Kabylie)
- juin 1956-juillet 1957 : 1er escadron Algérie - Secteur de Palestro
- juillet 1957-décembre 1962 : PC et ECS Algérie - Bouira
- décembre 1962 : Sissonne (dissolution)

## Etendard du régiment
Il porte, cousues en lettres d'or dans ses plis, les inscriptions suivantes,:
- Fleurus 1794
- Dantzig 1807
- Wagram 1809
- La Moskowa 1812
- Verdun 1916
- Tardenois 1918
- AFN 1952-1962

## Insigne
Héraldique :
L'insigne reproduit une sabretache ayant appartenu à un officier du régiment sous le 1er Empire. Le galon de bordure argent a été remplacé par un galon de troupe dont la couleur est inexacte.

## Personnages célèbres ayant servi au19erégimentde chasseurs à cheval
- Le général François Marie Clément de La Roncière, colonel « à la suite » du 19e Chasseurs (1er messidor an VII).

### Sources et bibliographie
- Marcel Diamant-Berger, Le 19e régiment de chasseurs à cheval, 1792-1826, 1872-1919 : Historique établi d'après les archives du ministère de la guerre et les documents du service historique de l'armée, Paris, Paillart, 1933, 162 p., lire en ligne sur Gallica.